# マンフレート・ウォルフ
マンフレート・ウォルフ（Manfred Wolf、1948年1月11日 - ）は、東ドイツ、テューリンゲン州Steinbach-Hallenberg出身の元スキージャンプ選手。1960年代から1970年代にかけて国際大会で活躍、1969年から1973年まで飛距離の世界記録（165m）を保持していた。

## プロフィール
ウォルフは地元のSC Steinbach-Hallenbergでスキージャンプを始め、のちにSC Motor Zella-Mehlisへ移りヘルムート・レクナゲルおよびハンス・レナーの指導を受けた。
兵役に就いたウォルフはASK Vorwärts Brotterodeでヴェルナー・レッサーの指導を受け、ASK Vorwärts Oberhofに移籍するとヘルムート・レクナゲルの後継者と考えられた。
1969年ザコパネで行われたCzech-Marusarz-Memorial大会で70m級と90m級の2種目を制覇、同年3月23日にはプラニツァに完成したばかりの新しいフライングヒルレタウニツァ・ブラトウ・ゴリシェクで165mの最長距離を記録した。この記録は1974年3月15日にヴァルター・シュタイナーが169mを記録するまで世界記録であった。
1972年の札幌オリンピックに出場、70m級では38位に終わったが90m級では5位となった。同年のラハティスキーゲームズでは優勝、スキーフライング世界選手権では6位となった。
1974年に現役を引退後は機械工学の学位を取得、地元Steinbach-Hallenbergで会社を経営、Viernauに住んでいる。